# Клецк (станция)
Клецк (бел. Кле́цк) — станция Барановичского отделения Белорусской железной дороги в Клецком районе Минской области Беларуси. Расположена в городе Клецк, на линии Осиповичи — Русино, между остановочным пунктом Зубки и остановочным пунктом Щепичи.
Станция обслуживает 5 станционных путей и 7 — подъездных, а также 5 переездов на территории Клецкого района.

## Описание
На станции можно приобрести билеты до населённых пунктов Барановичи, Слуцк, Клецк и др.
Через станцию проходят 6 регулярных поездов. Среднее время остановки на станции составляет 2 минуты.
Самое длительное время стоянки составляет 6 минут для поезда, следующего по маршруту 6205 Слуцк — Барановичи-Полесские.

## Остановочные пункты
| Предыдущая станция | Белорусская железная дорога | Следующая станция |
| ------------------ | --------------------------- | ----------------- |
| о. п. Зубки        | Осиповичи — Русино          | о. п. Щепичи      |